# Mont Pindo
Le mont Pindo (Monte Pindo, Montes Pindo ou A Moa en galicien) est une montagne granitique située en Galice, sur la municipalité de Carnota, dans la province de La Corogne.

## Géographie
Culminant à 629 mètres d'altitude, il descend jusqu'à la mer, à côté de la plage de Carnota avec laquelle il forme un site naturel d'importance communautaire européenne, dans le réseau Natura 2000.
Il couvre une superficie de 4 629 hectares, sur les comtés de Carnota, de Mazaricos, de Cee et de Dumbría, entre l'estuaire du Ría de Corcubión et celui du Ría de Muros e Noia.